# کنگره نسوان شرق
کنگره نسوان شرق همایش زنانِ کشورهای عربی و آسیایی بود که ابتدا از ائتلاف و ادغام انجمن‌های محلی زنان در کشورهای عربی تشکیل شد. به تدریج سازمان‌هایی از کشورهای دیگر مانند هندوستان نیز به آن اضافه شدند.
نخستین کنگره آن در سال ۱۹۳۰ به ریاست نورحماده در دمشق برگزار شد و هدف اصلی آن اتحاد زنان شرق از هر نژاد و فرهنگ و مذهب، و نظارت بر شرایط زنان در کشورهای شرقی بود چنان‌که تصویب کردند «کنگره حق دارد که از همه ممالک شرقی و از هر مملکتی که لازم دید اصلاحاتی که به نظرشان می‌رسد تقاضا کند.» نماینده ایران در این کنگره قدسیه اشرف بود که با معرفی ژنرال کنسول ایران در آن شرکت کرد.
دومین کنگره عالی نسوان شرق در آذر ۱۳۱۱ با شرکت نمایندگان زنان کشورهای ترکیه، سوریه، لبنان، یونان، مصر، ژاپن، چین، استرالیا و… در تهران برگزار شد و هدف اصلی آن تأکید بر تساوی زن و مرد در آموزش و اشتغال و دستمزد، و حقوق تضییق شده زنان بود. گزارش‌های این کنگره در نشریه‌های ایران به ویژه روزنامه ایران و آینده ایران منتشر می‌شد و چکیده آن در مجله مطالعات اسلامی شماره ۷ به زبان فرانسه چاپ شد. میزبانی این جلسات را جمعیت نسوان وطنخواه برعهده داشت.
اهداف اصلی کنگره آنگونه که در سخنرانی شرکت کنندگان آمده است عبارت بودند از:
1. تبلیغ برای تساوی زن و مرد
2. حق اشتغال زنان و دستمزد مساوی زنان و مردان برای کارهای مشابه
3. کوشش برای افتتاح کودکستانها و ترویج مدنیت در ممالک شرقی
4. ضرورت آشنایی زن و مرد پیش از ازدواج
5. فرهنگ سازی برای جلوگیری از ازدواج کودکان
6. منع و مبارزه با فساد و فحشا.

بااین‌حال آن‌ها نیک می‌دانستند که ترویج چنین افکاری در جوامع مردسالار آن زمان، تا چه اندازه موجب مقاومت و فشار اقشار سنتی بر آن‌ها خواهد شد. ازاین‌رو تلاش داشتند ضمن جلب حمایت دولت‌ها از مواضع خود، بر اعتقادات و خواسته‌هایشان تبصره‌های بسیاری بزنند و وانمود کنند این اصول نه‌تنها منافاتی با تعریف سنتی از عفت و حیای زنان در اجتماع ندارد بلکه به حفظ اقتدار مردان کمک هم خواهد کرد. چنان‌که در عموم سخنرانی‌ها با عباراتی چون: «این مرد است که عالم را اداره می‌کند و زن نیز با انجام وظایف خود مرد را برای [اداره] عالم می‌سازد. از آن جامعه‌ای مردان بزرگ بیرون می‌آید، که در آن زنان به‌خوبی وظایف خود را انجام می‌دهند، خانه خود را خوب اداره می‌کنند، در دامان بامحبت خود فرزندان سالم و مصمم و متین می‌پرورانند و …» مواجه هستیم.
اظهارنظر شرکت کنندگان در کنگره نسبت به اموری چون حق رأی زنان نیز به‌خوبی گویای میزان محافظه‌کاری آن‌هاست؛ نورالحماده که خود جزو رادیکال‌ترین اشخاص کنگره شمرده می‌شد، باآنکه حق رأی زنان را مطلقاً رد نمی‌کرد اما پیگیری آن را بسیار زود می‌دانست و معتقد بود در آن اوضاع تنها زنانی می‌توانند اجازه حضور در انتخابات را داشته باشند که «اولاً عالم و دانشمند و مملو از فضایل اخلاقی و آگاه از امور سیاسی باشند و ثانیاً یکی از شروط پنج‌گانه ذیل را هم داشته باشند:
1. زن‌های پیر و مسن که وظایف عائلی خود را انجام داده باشند.
2. زن‌هایی که اطفال خود را بزرگ و تقدیم جامعه کرده باشند.
3. خانم‌هایی که بیوه شده باشند.
4. خانم‌هایی که اصلاً شوهر نکرده باشند به شرطی که مسن و کامل شده باشند.
5. خانم‌هایی که برای امور خانه‌داری و بچه‌داری خود کلفت و پرستار داشته باشند و بدین‌وسیله در وظایف خانه‌داری و شوهرداری داریشان قصوری به وجود نیاید.»[۴]

سومین کنگره در واقع تشکیل نشد بلکه تبدیل به کنگره بین‌المللی زنان شد که در سال ۱۳۱۴ در ترکیه برگزار شد.

## تاریخچه
نوری حماده از زنان پیشرو در تاریخ عرب، ابتدا سازمانی با ۵۰۰ عضو با نام «العصبیه المحمدیات» را در لبنان پایه‌گذاری کرد. بعدها با تغییر و تحولاتی نام آن را «المجلس الاعلی لاتحاد النسایی الشرقی العام» نهاد و از همان زمان تلاشها برای برقراری ارتباط میان کوشندگان سازمانهای زنان در کشورهای عربی و بعدها در تعریفی گشاده دستانه از شرق در کلیه کشورهای غیرغربی از بالکان گرفته تا آفریقا و اقیانوسیه را در پیش گرفت. وی به سبب همین تلاشها در هر دو دوره این کنگره، ریاست اجلاس را بر عهده داشت. با آنکه تصمیم بر آن بود که دور بعدی دوسالانه اجلاس در استانبول برگزار گردد، اما به علت مصادف شدن زمان آن با کنگره ای جهانی با حضور سازمانها و فعالان زن از سراسر دنیا، کنگره نسوان شرق عملاً در آن ادغام شد و پس از مدت کوتاهی با وارد شدن جهان به شرایط جنگی و برخی تحولات داخلی در کشورهای عضو، سازمانهای زنان منطقه دیگر نتوانستند به صورت مجزا جلسه ای برگزار نکرد.